# 모스크바-베이징 고속철도

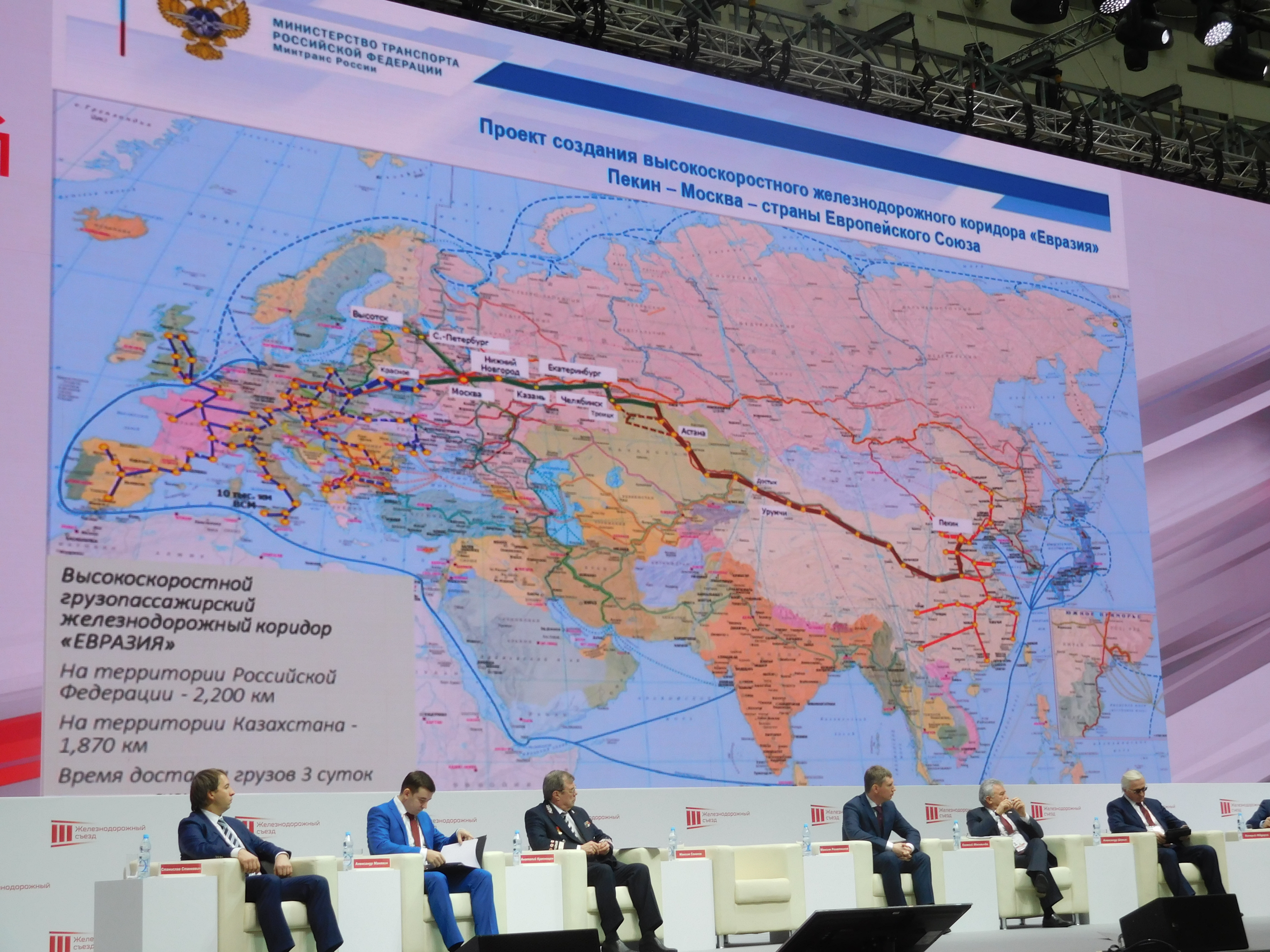

모스크바-베이징 고속철도(러시아어: ВСМ Пекин - Москва, 중국어: 北京至莫斯科高铁)는 2015년부터 추진 중인 국제 고속철도 노선으로 중화인민공화국 베이징 ~ 러시아 모스크바 구간을 7,000km 구간에 30시간 안으로 주행하는 노선을 계획하고 있다.
몽골 울란바토르, 러시아 이르쿠츠크, 카자흐스탄 아스타나, 러시아 첼랴빈스크, 러시아 카잔을 경유하며 총 비용은 2,420억 미국 달러가 소요될 것이다. 오는 2020년에 모스크바-카잔 고속철도 구간이 우선 개통될 예정이다. 2009년 당시 스베르들롭스크주지사가 울리야놉스크주의회에서 모스크바 ~예카테린부르크 구간에 고속철도 신선 건설 계획을 제안 했으며 공사가 완료될 때까지 최장 10년이 소요될 것으로 추산했다.

## 같이 보기
- 삽산
- 모스크바-카잔 고속철도
- 모스크바-상트페테르부르크 고속철도
- 러시아의 고속철도